# 清明上河圖
《清明上河圖》是宋代名畫家張擇端的一幅手卷，並在隨後的幾個世紀中被多次複製。它展示了北宋時期首都汴京（今河南省开封市）的人民日常生活和景觀。該作品通常被認為是慶祝清明節的節日氛圍和世俗喧囂，畫卷從右到左閱讀，並采用散点透视的構圖，以連續的場景展示了社會各個層次的人們的生活方式，從富裕到貧困，以及農村和城市的經濟活動，並提供了時期的服裝和建築一瞥。該畫被認為是所有中國畫作中最著名的作品。
作為藝術創作，《清明上河圖》因對於各種景物形態的精確描繪使其負有盛名。後代藝術家製作了數百個複製品、副本和甚至偽造品，每個都遵循了原始作品的整體構圖和主題，但在細節和技巧上有所不同。多個世紀以來，宋代原作一直被私人收藏家保存，直到最終歸還公共所有權。這幅畫曾是清朝末代皇帝溥仪的特別喜愛之作，他在1924年被迫離開紫禁城時將其攜帶走。該畫於1945年被尋回，並保存在故宮博物院。宋代的原作和後來的版本已被視為國寶，每隔幾年只展出很短暫的一段時間。

## 佈局

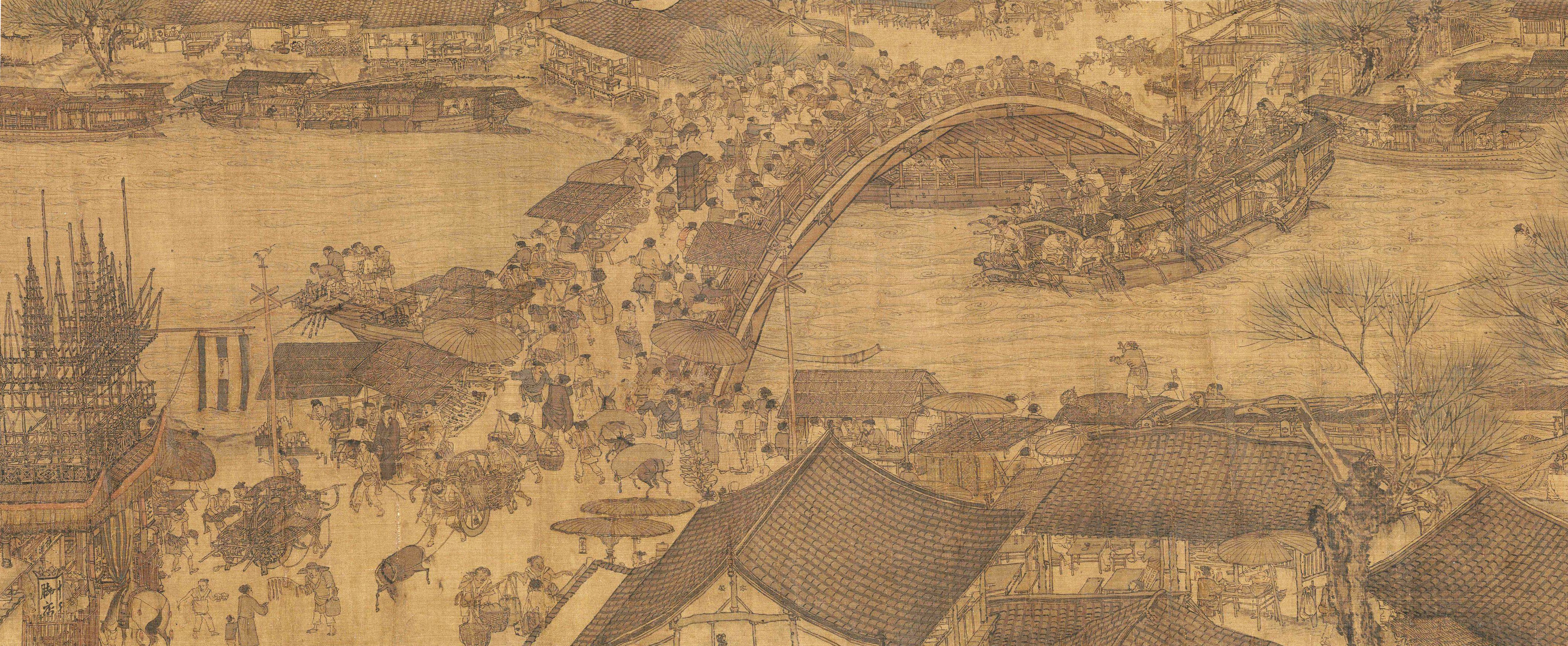
《清明上河圖》描繪上的場景，呈現一位船員面正因急流而對船隻失去控制，導致將撞向附近船隻的危險。

《清明上河圖》原作軸高25.5厘米，長5.25公尺，畫中共有814個人物、28艘船、60隻動物、30座建築、20輛車輛、8輛轎子和170棵樹。其中，宋代原作中只有大約20名女性出現，除非有男性陪同，否則只有社會地位較低的女性會出現在戶外。可見宋代社會對婦女「拋頭露面」的限制。
畫軸在技法上採用大手筆與精細的雕琢相結合，在結構嚴謹，繁而不亂且長而不冗，大致分成左、右兩部份，主要分為鄉村和人口密集的城市，而河流蜿蜒貫穿整幅畫。右側是城市的鄉村地區，有農田和從容不迫的鄉村居民，包括農民、牧羊人和養豬人處於寧靜宜人的鄉村景色中。從一條鄉間小徑逐漸拓寬、並連接到市鎮中的馬路，畫面左半部分則描繪都市日常，具體刻畫北宋繁榮的市場經濟運作，例如碼頭、商家、官府等，以及各行各業的生活百態，包含推車小販、雜技、戲班、乞丐、僧侶、占卜師、醫者、客棧、私塾、磨坊、鐵匠、木匠、石匠、儒生等，細節之講究為後世研究宋代社會構成影響甚鉅。貫穿全卷的的汴河為當時南北交通樞紐，對汴京具有極大重要性，在陸路交通不發達的年代，城中的物資供給全靠汴河供應。畫中隨處可見穿梭的船舶，搬運貨物的苦力，彰顯汴河對於宋代不可取代的地位。
畫面左端經過望火樓後，設有各種各樣的商業，包括銷售酒、穀物、二手商品、炊具、弓箭、燈籠、樂器、金銀飾品、染色布料、繪畫、藥品、針線和手工藝品，還有許多餐館、酒家、穀物市集、二手貨店、廚具舖、武器舖、燈籠店、樂器行、銀樓、布莊、畫廊、藥房、飯館，各式各樣的攤販沿著一座長橋延伸，被稱為虹橋或者上土橋上。
《清明上河圖》畫卷的主要焦點是橋上的人群。虹橋右側一艘帆船由於來不及收起桅杆，即將撞上橋面，因此可以看見橋上人群觀望與船上水手手忙腳亂的畫面。除了商店和餐館，畫作中也描繪了各種客棧、寺廟、私人住宅和各種風格、宏偉程度不一的官方建築，自小屋到有著寬敞前後院的豪宅不等。人們和商品通過各種方式進行運輸：有輪馬車、役用動物（尤其是大量的驢和騾子）、轎子和馬車。河上擠滿了捕魚船和載客渡船，河岸邊的人們正在拉著較大的船隻。
這些細節在宋代的文獻中有所佐證，尤其是《東京夢華錄》描述了對於首都汴梁生活的許多相同特徵。

## 原作
《清明上河圖》原作被譽為宋代最著名的藝術作品，其作者被認為是宋徽宗朝任朝翰林畫院畫史張擇端，也有一說作者不止張擇端一人。 《容台集》中稱：「乃南宋人追憶故京之盛，而寓清明節繁盛之景，傳世者不一，以張擇端所作為佳。」、「紹興初，故老閒坐，必談京師風物，聽之感慨有流涕者，故其時西北耆舊，談宣政故事者，為人所重。」並甚至有人提出觀點說是南宋人懷念昔日強盛時期而作。宋徽宗酷愛此畫，用“瘦金體”在圖上題寫「清明上河圖」五字。
當金朝推翻北宋朝時，對於畫作作者的相關記錄被摧毀了。因此至當代，對於創作者、繪畫的時間和地點以及作品的意義仍然存在著不斷的辯論和研究。最早將此畫歸於張擇端的是一段銘文，日期為1186年，基於金朝宮廷鑒定官張著（活躍於12世紀末）早期目錄的基礎上提及：

翰林張擇端，字正道，東武人也。幼讀書，遊學於京師，後習繪事。本工其界畫，尤嗜舟車、市橋郭徑，別成家數也。按《向氏評論圖畫記》雲：「《西湖爭標圖》、《清明上河圖》選入神品。」藏者宜寶之。大定丙午清明後一日，燕山張著跋。

《清明上河圖》被推估歷十年畫成，最早由北宋宮廷收藏，後為宋神宗向皇后族人所藏。靖康之禍後流入金國。1186年，金朝張著、張公藥、酈權、王礱、張世積等人先後得此畫，識畫睹畫思故國，分別題跋於圖後。後歷經轉轉為南宋賈似道所得。元朝時期再度進宮，被收入秘府。為官匠裝池者以贗本偷換出宮售予某貴官，中途又為保管人偷售給杭州陳彥廉。至正年間又被調包，流落民間。
明朝初期，該畫作由大理寺卿朱文徽收藏。 弘治以後，固歸華蓋殿大學士徐溥所有。1451年，徐溥臨終前贈予李東陽，李東陽在圖後兩次題寫長跋，詳記畫面內容和在明代中朝流傳始末。李氏之後，約在嘉靖三年（1524年）之前圖由尚書陸完所得。自陸氏後，有經手昆山顧氏及太倉王氏兩種説法，後又傳至嚴嵩、嚴世蕃父子處。其中“昆山顧氏”説有明代文嘉《鈐山堂書畫記》記載，因陸氏子“負官緡”（欠官債），將畫抵押於昆山顧氏，後有人以一千二百金得之。“太倉王氏”說則有明代李日華《味水軒日記》記載：《清明上河圖》曾轉到陸完手中，而嚴嵩欲得此圖甚急。陸完去世後，其夫人將《清明上河圖》縫入枕中，後被外甥王某臨摩此畫,並將此贋品高價售於御史王忬，而王忬又將此臨本獻於嚴嵩。嚴家裱畫匠湯某向王忬索賄不成，遂告發此圖為僞作。嚴嵩後羅織罪名處死王忬。而据明朝文學家田藝蘅《留青日札》載，嚴嵩為得《清明上河圖》，以千二百金從蘇州陸氏處購得，「饞得其贗本，卒破數十家」。 另据後世清代顧公燮《消夏閒記摘抄》載：太倉王忬收藏有《清明上河圖》，嚴世蕃知道後強行索要，王忬便將摹本獻給嚴嵩。裝裱匠湯臣認出畫是假貨，指證說：只看屋角雀是否一腳踏二瓦便可證實。嚴嵩大恨，便尋機將王忬害死。嚴嵩倒台，圖被沒收，第三次納入宮廷。經明代皇室收藏，後來太監馮保偷出，在畫上加了題跋，隨後真本又不知去向。
清朝期間，《清明上河圖》由陸費墀保存，在上面矜印題跋。後由湖廣總督畢沅收藏。嘉慶二年（1797年）畢沅死後，《清明上河圖》第四次進宮，深藏紫禁城迎春閣內，嘉慶帝命人將其收錄於《石渠宝笈·三編》一書之中，此後《清明上河圖》一直于故宫珍藏；雖經歷英法联军攻占北京和1900年八國聯軍之役二難，但从未被掠及受損。
1924年，《清明上河圖》和兩幅仿作被溥儀一起帶至東北，但溥儀也不知何者為真品。1932年，溥儀在日本人扶植下建立滿洲國，於是《清明上河圖》又被帶到長春，存在皇宮東院圖書樓中。並在1945年被收入東北博物館（今辽宁省博物馆）當成贗品處理，直至1950年冬天才由楊仁愷等人從庫房的贗品堆裡鑑定出真跡，後藏於北京故宮。
文化大革命期間，李作鵬曾利用權勢將《清明上河圖》強行從北京故宮「借」出據為己有。林彪倒台後，《清明上河圖》才再度回歸北京故宮收藏。

## 摹本
《清明上河圖》原件自從被珍藏以來已經數個世紀，隨著時間的流逝，這幅作品逐漸深受眾多藝術家的影響，並在貴族、學者官員、城市居民和商人之間享有盛譽。學術界將其奉為宋代的經典之作，明末清初時期，蘇州涌現一些曾名不見經傳的專業畫家創作作《清明上河圖》的摹本，多以偽造的張澤端或仇英名義署名。學者張素珍提出這些畫作值得超越「複製品」的視野。她強調這些畫家創作出的作品具有獨特性，不僅呈現了前現代觀眾對於傳統中國「盛世」和理想社會的各種想像，更反映出他們對藝術的獨到見解。
儘管意識到了原作的重要性，但在早年時期，摹本的存在曾相對受到忽視，被視為僅僅是複製、仿造、重新演繹或重新創作的產物。百餘件的《清明上河圖》摹本在當代分散在中國、日本、韓國、臺灣、英國、北美和法國等地的博物館中，成為跨足多地的重要藝術品。並受到相關學者界的重新評估。

### 仇本
最具代表性的當屬明代畫家仇英所創作的「仇本」，又被稱為「明本」或「仇英本」。這些複製品高約30.5公分，長約987公分。這一版本不僅在景物、人物服飾、車輛（船隻和馬車）的風格上進行了全面更新，以適應明代的時尚和風俗。在這個版本中，原作中的木橋被一座拱度更高的石橋取而代之，形成強烈的對比。畫面中的一艘船原本即將撞上橋，而在這次的重新演繹中，船隻被纜繩緊緊地牽引在橋下，由岸邊的人引導著，其他數艘大船則有序地等待，井然有序，毫不混亂。明代的文獻記載中提到，當時有大量以這一版本為藍本的仿本湧現，成為達官豪門間互贈的高檔禮物，被稱為仇英仿本。
這一版本現藏於遼寧省博物館。另外，仇英曾繪製多件《清明上河圖》摹本，其中一個版本於1947年進入纽约大都會藝術博物館的珍藏，而來自明代末期的另一幅版本則長達12公尺，目前保存在奥地利維也納應用藝術博物館中。

### 清院本
清院本《清明上河圖》是在雍正帝的委託下由清宮畫院的五位畫家，即陳枚、孫祜、金昆、戴洪、程志道，於乾隆元年（公元1736年）協力繪製而成。這個版本參考了各朝的仿本，以及宮廷畫家沈原的墨水手稿，而沈原的創作過程則是在皇帝親自監督下進行的。清院本對畫作進行了豐富的充實，除了保留原作的元素外，還加入了明清時代特有的風俗，如踏青、表演等娛樂活動，並新增了許多豐富的情節，如戲劇、猴戲、特技、擂臺等，使畫中的人物數量增加到超過4,000人。此外，畫作的尺寸也得到擴大，長達1152.8公分，寬35.6公分。受到西洋畫風的影響，街道和房屋的繪製採用了透視原理，並加入了西式建築等寫實主義元素。
清院本的用色鮮艷明亮，筆法細膩熟練。畫中的橋梁、屋宇和人物皆呈現出精細而謹慎的表現，展現出高超的繪畫技巧，被視為院畫中的優秀之作。1737年1月15日，這幅畫作被呈獻給了乾隆帝，稍後該版本連同其他皇家收藏品一同於1949年遷至臺北市國立故宮博物院。1960年代末，臺北市故宮博物院發行了一系列關於此畫的書籍、影片和郵票。
《清院本》的後面附有兩行小字題款，用以記錄畫作的製作信息： 「乾隆元年（1736）十二月十五日奉勅， 臣陳枚、孫祜、金昆、戴洪、程志道 恭畫。」，1742年4月，乾隆皇帝作了一首詩，添加到1737年捲軸的最右端。書法為行书體，出自宮廷名臣、皇帝隨侍梁詩正之手。
|  | 蜀錦裝金壁 吳工聚碎金 謳歌萬井富 城闕九重深 盛事誠觀止 遺踪借探尋 當時誇豫大 此日歎徽欽 乾隆壬戌春三月御題 |

### 清沈原本
沈源，乾隆時（西元一七三六－一七九五年）供奉內廷，善畫佛像，並工山水界畫。 　沈源「清明上河圖」的構圖，與清院本「清明上河圖」幾乎相同，但以水墨為主，在用色方面，更只用赭色稍加鉤染，自有一番清新雅淡的韻味。用筆熟練，界畫橋樑、屋宇、人物皆極為精細工整，亦清畫院中之佳作。

## 展覽

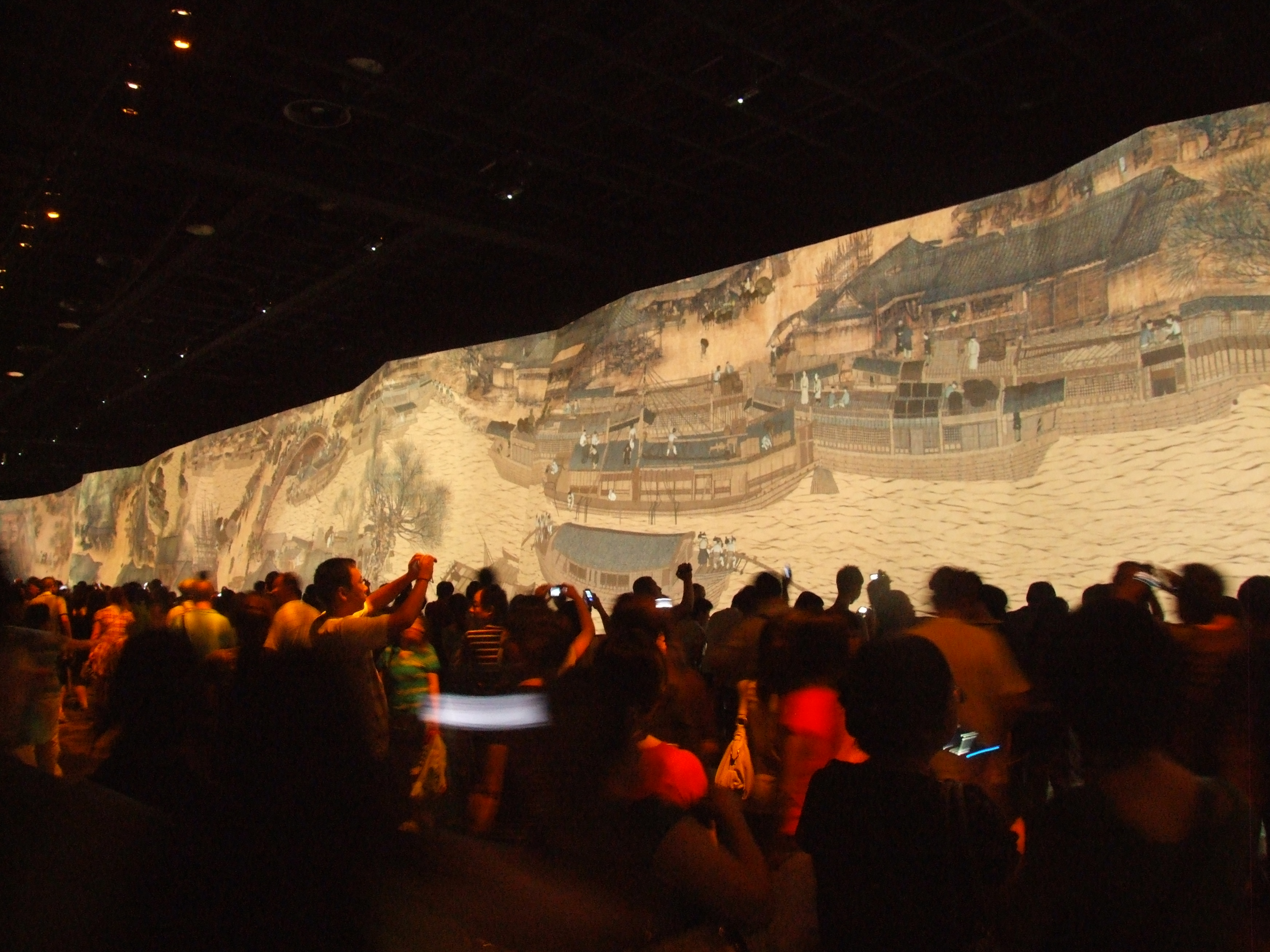
電子動態版《清明上河圖》於中國2010年上海世界博覽會中國館中展出

2007年6月29日至8月中旬，宋代原版曾罕見地在香港展出，以紀念香港回歸中華人民共和國十週年。據估計，除了為這件無價藝術品投保的未公開費用外，這幅畫的運輸費用高達數千萬美元。
2011年，國立故宮博物院、公視與歐洲藝術媒體Arte頻道聯手製作的紀錄片《話·畫——清明上河圖》，其拍攝清院本《清明上河圖》真跡；帶領觀眾從新媒體的角度與名人口白，重現當年清明佳節古城熱鬧繁盛的景象。該片於2011年7月7日首播。
2012年1月2日至24日，宋代原版在東京國立博物館展出，作為紀念中日邦交正常化40週年特別展覽的核心，日本博物館官員提供了「最高安全標準」的工作。

### 電子動態版
2010年，電子動態版《清明上河圖》於中国2010年上海世界博览会中国馆展出，該作品由水晶石影視傳媒科技有限公司製作，畢業於同濟大學工業設計專業的于正擔任總設計師。
該作品尺寸為128米×6.5米，大約是原始捲軸尺寸的30倍，並以4分鐘時間內重現晝夜循環描繪場景，世博會結束後，電子版於2010年11月9日至29日在香港亞洲國際博覽館展出，取得巨大的商業成功。隨後於2011年3月25日至4月14日在澳門的澳門東亞運動會體育館展出後，於2011年7月1日至9月4日在臺灣臺北市展出，並自2011年12月7日至2012年2月6日，在新加坡博覽會「動人的傑作：作為生活藝術的宋代」的展覽產出。
今天，該版本在上海市中华艺术宫永久展出。

### LEGO版
2024年9月25日至10月31日期间，在沙田新城市广场展出由中国银行（香港）旗下年轻品牌「理财TrendyToo」联同香港唯一乐高®专业认证大师（LEGO® Certified Professional）洪子健，以及逾千名年轻人，当中包括两位香港中学文凭考试状元钟柏纶和廖俊翔，携手以近三百万块乐高®️积木砌成全长26米、阔1.78米的《清明上河图》立体情景模型，正式打破健力士世界纪录™，成为全球最大的乐高®立体情景模型。

## 後世評價
《清明上河圖》不僅僅是偉大的現實主義繪畫藝術珍品，同時也為我們提供了北宋大都市的商業、手工業、民俗、建築、交通工具等詳實形象的第一手資料，具有重要歷史文獻價值。其豐富的思想內涵、獨特的審美視角、現實主義的表現手法，都使其在中國乃至世界繪畫史上被奉為經典之作。
白壽彜任顧問的《中國通史（彩圖本）》對《清明上河圖》的評價：全卷所繪人物五百余位，牲畜五十多只，各種車船二十余輛艘，房屋众多，道具無數，場面巨大，段落分明，結構嚴密，有條不紊。技法閑熟，用筆細致，線條遒勁，凝重老練。反映了高度精純的繪畫功力和出色的藝術成就。同時，因畫中所繪為當時社會實錄，為後世了解研究宋朝城市社會生活提供了重要的歷史資料。
《簡明不列顛百科全書》在“張擇端”詞條內對《清明上河圖》的評價：是一幅具有重要歷史價值的風俗長卷，畫家成功地描繪出汴京城內及近郊在清明時節社會上各階層的生活景象。主要表現的是勞動者和小市民。對人物、建築物、交通工具、樹木、水流之間的相互關係的處理，非常巧妙，整體感很強，具有極大的考史價值。此後歷代繪制的都市風俗畫，無不受其影響。

## 分析

### 名稱
關於張擇端創作《清明上河圖》的年代以及「上河」一詞的含義，歷史上曾經產生了一些研究爭論。就畫作描繪的是清明時節，自金代以來，多數學者無異議。明代的《味水軒日記》記載了這幅畫不僅有宋徽宗的瘦金體題簽和雙龍小印，還有宋徽宗的題詩，其中有「水在上河春」的句子。這些紀錄進一步確認了畫作描繪的是春天景色，近代及當代的美術史家鄭振鐸、徐邦達、張安治等一致支持「春景」的說法，但也有一些人提出不同看法。
1980年代中期，鄒身城在中國宋史研究會上提出論文《宋代形象史料〈清明上河圖〉的社會意義》，他認為「清明」並非節令或地名。在此，「清明」一詞原本是畫家張擇端獻畫時所作的頌辭。因此，有人主張我們應從廣義上理解這裡的「清明」。《後漢書》有類似的用法，如「固幸得生『清明之世』……」，從語境看，這裡的「清明」指的是政治上的開明時期。畫作中的題款「清明」一詞，實際上是張擇端向帝王們呈獻此畫時所作的頌辭。畫作上的金人跋文表明：「當日翰林呈畫本，承產風物正堪傳。」這段文字明確指出畫作的主題是表現太平盛世。通過考察張擇端的生平，我們知道他在宋徽宗朝在翰林書畫院供職，並且此畫的第一位收藏者正是宋徽宗。這證明畫家的意圖是向當時的統治者頌揚國泰民安的盛世局面，這也解釋了為什麼「清明」一詞不是指特定的節令。
此外，也有一種觀點認為「清明」指的是「清明坊」，因為當時東京城劃分為一百三十六個坊，其中外城東郊區有三個坊，而第一個坊就是「清明坊」。
關於「上河」二字的含義，長期以來也有不同的解釋。有專家學者認為「上河」指的是「河的上游」；有人則認為「上河」是「逆水行舟」之意；還有人認為「上河」可能是指「上墳」或「趕集上街」之意。

### 內容
《清明上河圖》畫作的意義和內容也進一步進行討論，對於原始宋代畫作所接受的三種觀點曾提出質疑，分別是：描繪的城市是否為開封？是否繪製於北宋1127年滅亡之前？以及是否描繪的是清明節？
一些學者進一步提出，畫中描繪的城市實際上是一座不存在的理想化城市；這幅畫是在北宋1127年滅亡之後創作的 ；並且所描繪的場景是初秋。然而，另一些研究則反駁，認為畫中描繪的城市確實是開封，但畫作所描繪的是中國農曆清明節的某一天，而非清明節本身。
2013年提出的另一種解釋認為，這幅畫可能是畫家對皇帝的含蓄請求，旨在讓皇帝察覺繁榮背後的潛在危險。由於開封的糧食依賴南方供應，畫中只描繪了一名低級官員在碼頭值班，城門和碼頭守衛稀少，似乎對局勢未警覺。此處的「清明」並非太陽節氣，而是來自《後漢書》中的詞語「清明之世」，這幅畫的名稱隱含著諷刺意味。
原始版本中的木橋由一個工程團隊重新構建，並在PBS電視節目《NOVA》的「失落帝國的秘密」系列中進行了紀錄。

## 另見
- 東京夢華錄
- 清明上河园

### 來源
1. ↑  Kemp, Martin. . Oxford University Press. 2011: 8. ISBN 978-0-19-161988-5. ...an image-making society second to none before the nineteenth century, the most famous painting is Qingming shanghe tu (Along the River During the Qing Ming Festival or Spring Festival on the River) by Zhang Zeduan, an artist working in the eleventh to twelfth century.
2. ↑  Bradsher, Keith. . The New York Times. July 3, 2007  [July 4, 2007]. （原始内容存档于2023-05-11）.
3. ↑  Bruce Doar, "International Conference on Qingming Shanghe Tu and Song Dynasty Genre Paintings, Beijing, 10–12 October 2005.," China Heritage Newsletter, China Heritage Project 4 (December 2005)  （页面存档备份，存于）
4. ↑  Melvin, Sheila. . The New York Times. January 11, 2003  [2023-06-10]. （原始内容存档于2023-06-12）.
5. ↑  Janes, Karen Hosack. . Dorling Kindersley (Penguin Group). 2011: 10. ISBN 978-0-75-668940-7.
6. ↑  . inews.ifeng.com.   [2020-10-19]. （原始内容存档于2020-12-18）.
7. ↑  Keane, Michael. . Psychology Press. 2007: 144. ISBN 978-0-415-41614-6.
8. ↑  Yeung, Amica O. . （原始内容存档于September 9, 2014）.
9. ↑  余辉. . 故宫博物院院刊. 2015, (5): 51-70  [2024-01-15].
10. 1 2  陈传席. . 收藏与投资. 2009年, (第2期).
11. ↑  (明）文嘉. .  (PDF).   [2024-12-01]. （原始内容存档 (PDF)于2024-12-19）.
12. ↑  (明）李日華. .  (PDF).   [2024-12-01]. （原始内容存档 (PDF)于2024-12-19）.
13. ↑  (明）田藝蘅. .  (PDF).
14. ↑  流泉．《尘埃历尽-中国珍贵文物蒙难纪实》：山东画报出版社，1999年．
15. ↑  . 2007-07-03  [2023-08-20]. （原始内容存档于2023-05-11） （英语）.
16. 1 2  Wang (2020)，第85頁.
17. ↑  Chang (2013)，第3頁.
18. 1 2  Chang (2013)，第ii頁.
19. ↑  《星島日報》 Hong Kong Island edition. Issue 72, p.2
20. ↑  . libmma.contentdm.oclc.org.   [2023-08-20]. （原始内容存档于2023-06-10） （中文）.
21. ↑  . Google Art.   [2023-08-20]. （原始内容存档于2023-08-20） （英语）.
22. ↑  Museum, National Palace. . National Palace Museum. 2016-04-02  [2023-08-20]. （原始内容存档于2023-06-08） （English）.
23. ↑  Whitfield (2021)，第123-124頁.
24. ↑  Wang (2020)，第100頁.
25. ↑  Wang (2020)，第85-86頁.
26. ↑  . web.archive.org. 2007-09-29  [2023-08-20]. （原始内容存档于2007-09-29）.
27. ↑  . www.artonstamps.org.   [2023-08-20]. （原始内容存档于2023-08-20）.
28. ↑  Wang (2020)，第98頁.
29. ↑  童文娥. . 臺北市: 國立故宮博物院.
30. ↑  . theme.npm.edu.tw.   [2024-05-13]. （原始内容存档于2024-05-13） （中文（臺灣））.
31. ↑  . web.archive.org. 2012-09-02  [2023-06-10]. （原始内容存档于2012-09-02）.
32. ↑  東京国立博物館 -トーハク-. . www.tnm.jp.   [2023-06-10]. （原始内容存档于2023-06-12） （英语）.
33. ↑  20 October 2010. . CNNGO. October 20, 2010  [October 15, 2013]. （原始内容存档于April 14, 2011）.
34. ↑  Seno, Alexandra A. . The Wall Street Journal. November 2, 2010  [2023-06-10]. （原始内容存档于2017-07-09）.
35. ↑  . Macau Daily Times. 3 August 2011. （原始内容存档于October 29, 2013）.
36. ↑  . Taipei City Government. July 28, 2009  [2023-06-10]. （原始内容存档于2013-10-29）.
37. ↑  . Yahoo! Singapore.   [2023-06-10]. （原始内容存档于2013-10-29）.
38. ↑  . Yahoo News. 2024-09-25  [2024-09-25]. （原始内容存档于2024-09-26） （中文（香港））.
39. ↑  Whitfield (2021)，第123頁.
40. ↑  Hansen (1996)，第183-200頁.
41. ↑  Tsao Hsingyuan, "Unraveling the Mystery of the Handscroll 'Qingming Shanghe Tu'", in Journal of Song-Yuan Studies 33 (2003): 155–179.
42. ↑  马, 伯庸. . 2013.
43. ↑  NOVA. . PBS.   [2023-08-20]. （原始内容存档于2011-11-25）. . [PBS.   [2023-08-20]. （原始内容存档于2023-08-20）.

### 書籍
- Chang, Su-Chen.  (学位论文). Vancouver: University of British Columbia. 2013  [2023-06-10]. （原始内容存档于2023-06-10）. Online at University of British Columbia Open Collections （页面存档备份，存于）.
- Cheng, Wen-Chien. . Archives of Asian Art. 2016, 66 (2): 239–269. S2CID 193398156. doi:10.1353/aaa.2016.0018. （原始内容存档于2023-01-23）.
- Hansen, Valerie.  (PDF). Journal of Song-Yuan Studies. 1996, (26): 183–200  [2023-06-10]. （原始内容存档 (PDF)于2023-03-30）.
- Hansen, Valerie. . Albany, NY: Journal of Sung-Yuan Studies, Dept. of East Asian Studies, University at Albany. 1996b. ISBN 1889145017.
- Johnson, Linda Cooke, , Journal of Song-Yuan Studies, 1996, 26 (26): 145–182, JSTOR 23496051
- Ihara, Hiroshi; Yoshida, Mayumi. . Journal of Song-Yuan Studies. 2001, (31): 135–156.
- Tsao, Hsingyuan. . Journal of Song-Yuan Studies. 2003, (33): 155.
- Murray, Julia K. . Journal of Song-Yuan Studies. 1997, (27): 99–107.
- Priest, Alan. . New York: Metropolitan Museum of Art. 1948b  [2023-06-10]. （原始内容存档于2023-06-10）.

- Wang, Cheng-Hua, , Archives of Asian Art, 2020, 70 (1): 85–117  [2023-06-10], ISSN 0066-6637, S2CID 225963905, doi:10.1215/00666637-8124988, （原始内容存档于2023-01-23）
- Whitfield, Roderick. . Archives of Asian Art. 2021, 71 (1): 123–129. S2CID 236691312. doi:10.1215/00666637-8866698.
- Zhang, Lu, , Bekken, Deborah, A.  (编), , Chicago: University of Chicago Press: 145–172, 2018, doi:10.7208/9780226456171-008 (不活跃 December 31, 2022)